# 더 렛지
《더 렛지》(영어: The Ledge)는 2022년에 개봉한 영국의 스릴러 영화이다.
 하워드 J. 포드가 감독을 톰 보일이 각본을 맡았다.
 미국은 2022년 2월 18일에 대한민국은 2022년 6월 15일에 개봉되었다.

## 줄거리
남자친구가 죽은지 1년된 날 남자친구와 같이 암벽등반하기로 한 곳에

소피와 함께 가게된 켈리는 숙소에서 네 남성을 만나게 되고

숙소에서 자고 다음날 암벽등반을 가려던 켈리는 소피의 계속된 요청에

결국 네 남성과 함께 저녁시간을 보내지만 먼저 숙소로 돌아가고

남겨진 소피는 조슈아에게 폭행을 당하고 도망가다가 추락하게 된다

한편 숙소에 있던 켈리는 이상한 기분에 소피를 찾으러 나오게 되고

추락한 소피를 네 남성이 죽이는 장면을 목격하고 카메라로 촬영하지만

들키게 되고 켈리는 숙소로 도망가 가방을 급하게 챙겨 암벽등반을 하는데...

## 출연진

### 주연
- 브리터니 애쉬워스 - 켈리 역
- 벤 램 - 조슈아 역

### 조연
- 네이선 웰시 - 레이놀즈 역
- 루이스 보이어 - 네이선 역
- 아나이스 파렐로 - 소피 역
- 데이빗 웨이맨 - 테일러 역